# Зеленобял суфламен
Зеленобелите суфламени (Sufflamen bursa) са вид животни от семейство Балистови (Balistidae).
Таксонът е описан за пръв път от Маркус Елиезер Блох през 1801 година.